# Гръцко икономическо чудо
Гръцкото икономическо чудо е период на икономическа експанзия в Гърция между 1950 и 1973 година. През тези години темпът на икономически растеж в страната е около 7% годишно, като по този показател Гърция се нарежда на второ място сред страните от Организацията за икономическото сътрудничество и развитие след Япония.
Периодът започва след тежката депресия, предизвикана от Втората световна война и последвалата я Гръцка гражданска война, по време на които покупателната способност на населението спада от 62% на 40% от съответните нива за Франция, съответно през 1938 и 1949 година. Началото на периода на растеж е поставено с плана „Маршал“ и притока на американски инвестиции в страната. Той приключва с началото на Петролната криза от 1973 година, която е последвана от продължителна стагнация през 80-те години.